# Sergio Reguilón
Sergio Reguilón Rodríguez (* 16. Dezember 1996 in Madrid) ist ein spanischer Fußballspieler, der zuletzt bei Tottenham Hotspur unter Vertrag stand. Er spielt hauptsächlich auf der Position des linken Außenverteidigers.

## Karriere

### Vereine
Reguilón begann seine Karriere bei Real Madrid. Um Spielpraxis zu sammeln, wurde er am 3. August 2015 für zwei Jahre an Logroñes ausgeliehen. Sein Profidebüt gab Reguilón am 2. Oktober 2018 in der UEFA Champions League gegen ZSKA Moskau. Sein La-Liga-Debüt gab er am 3. November 2018 gegen Real Valladolid.
Zur Saison 2019/20 wechselte Reguilón für ein Jahr auf Leihbasis zum FC Sevilla. Dort traf er auf den Cheftrainer Julen Lopetegui, unter dem er bei Real Madrid debütiert hatte. Beim FC Sevilla gelang Reguilón der Durchbruch: Er absolvierte 32 Ligaspiele (29-mal von Beginn), in denen er 2 Tore erzielte. Zudem trug er 5 Einsätze und ein Tor zum Gewinn der Europa League bei.
Zur Sommervorbereitung 2020 kehrte Reguilón zunächst zu Real Madrid zurück. Mitte September 2020 wechselte der Linksverteidiger gemeinsam mit Gareth Bale in die Premier League zu Tottenham Hotspur. Im August 2022 wurde er für eine Saison an Atlético Madrid ausgeliehen. Im Sommer 2023 erfolgte eine Leihe an Manchester United. Aufgrund der geringen Spielzeit wurde die Leihe im Januar 2024 vorzeitig beendet und Reguilón zog leihweise weiter zum FC Brentford. Im Sommer 2025 verließ er Tottenham Hotspur.

### Nationalmannschaft
Anfang September 2020 debütierte er beim 4:0 gegen die Ukraine in der UEFA Nations League in der A-Nationalmannschaft. Er spielte sofort die vollen 90 Minuten. Auch in je zwei von drei Spielen im Oktober und November 2020 kam er zum Einsatz.

## Erfolge
- Europa-League-Sieger (2): 2020, 2025
- FIFA-Klub-Weltmeisterschaft: 2018